# Music Industry Awards 2010

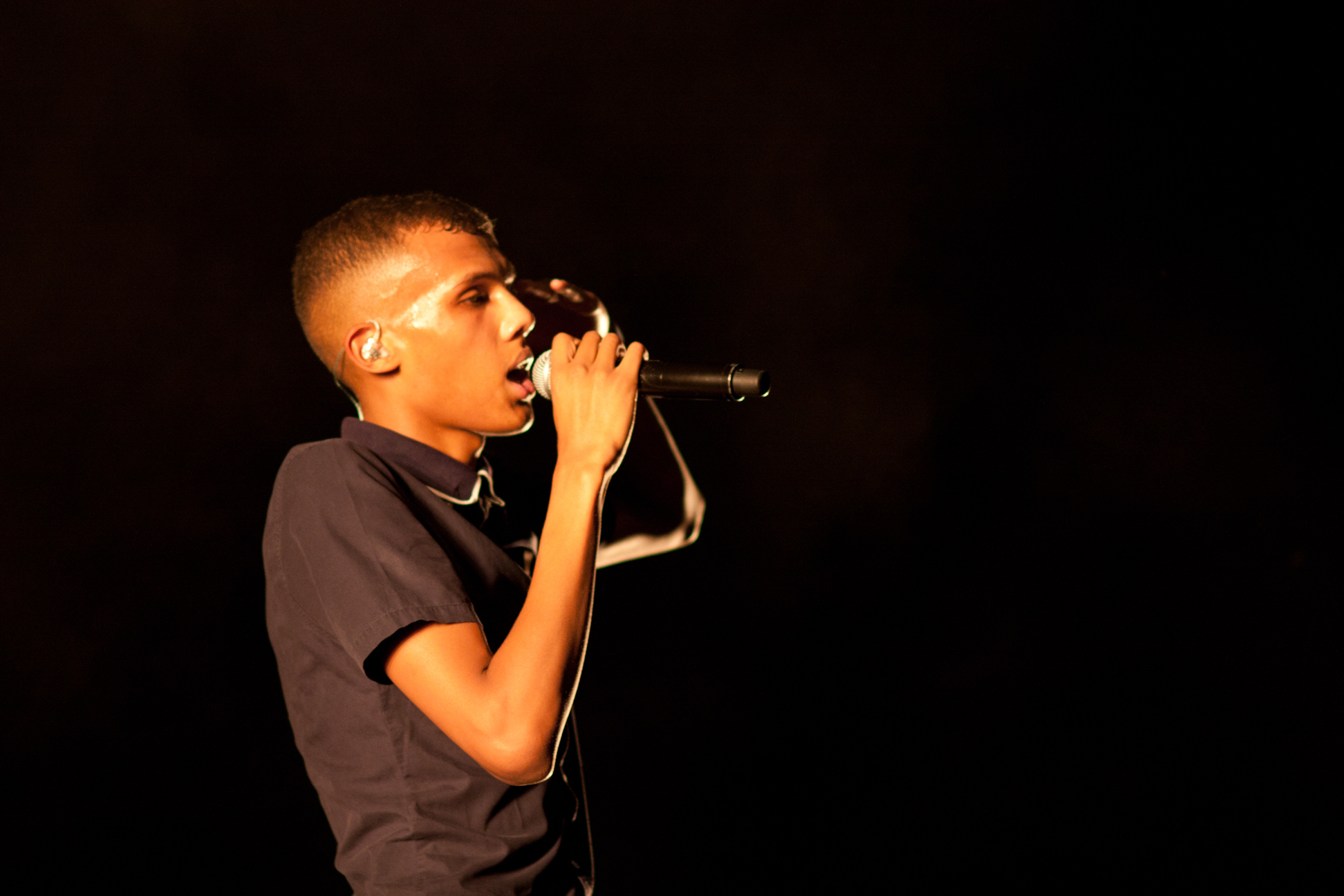
Stromae kreeg zes nominaties, en wist daarvan twee belangrijke awards te verzilveren waaronder die van hit van het jaar voor de wereldhit Alors on danse.

De Music Industry Awards van 2010 zijn toegekend tijdens op 7 januari 2011 door de VRT rechtstreeks uitgezonden televisieshow.
Voor 2010 waren er MIA's te verdienen in zeventien categorieën. In vergelijking met het voorgaande jaar was er daarmee één nieuwe MIA te verdienen, namelijk die voor "Kidspop". Voor twaalf MIA's bepaalde het publiek de winnaar terwijl voor vijf MIA's de muzieksector de winnaar aanwees.
In elf van de twaalf publiekscategorieën kon het publiek in de eindejaarsperiode van 2010 zijn stem uitbrengen. Voor de speciale en belangrijkste categorie, de "Hit van het Jaar", kon het publiek de uiteindelijke winnaar bepalen tijdens de televisieshow op 7 januari door middel van televoting.
In iedere categorie waren er vier genomineerden. Met zes nominaties was de Belgische rapper Stromae de meest genomineerde. Stromae had in 2010 een grote internationale hit met het aanstekelijke Franstalige dansnummer "Alors on danse". De band Triggerfinger had vijf nominaties. Vier nominaties waren er voor de Belgische deelnemer aan het Eurovisiesongfestival 2010 Tom Dice, de zanger-veteraan Bart Peeters en Admiral Freebee.
De rechtstreekse televisieshow werd op 7 januari 2011 uitgezonden vanuit Vilvoorde. De presentatie was in handen van Evy Gruyaert en Luk Alloo.
De winnaar van de belangrijkste prijs "Hit van het Jaar" was de grote favoriet Stromae, die de prijs ontving uit de handen van de Amerikaanse ambassadeur in België, Howard Gutman. Stromae won tevens de prijs voor "Doorbraak", die hij vooraf als meest begerenswaardig had aangemerkt. In het geheel was er geen overduidelijke overwinnaar. Stromae, The Black Box Revelation, Goose en Triggerfinger waren het meest succesvol met ieder twee prijzen. Ook de in 2009 reeds in de prijzen gevallen Daan behaalde opnieuw een MIA, die voor beste mannelijke soloartiest. Kapitein Winokio, het project rond Winok Seresia, behaalde de nieuwe MIA voor "Kidspop".

## Winnaars en genomineerden 2010
Hieronder de volledige lijst van winnaars en genomineerden in elke categorie. De winnaar in elke categorie staat in vet aangeduid.
| Categorie               | Genomineerden                                                                    | Voor                                                                 | Uitgereikt door        |
| ----------------------- | -------------------------------------------------------------------------------- | -------------------------------------------------------------------- | ---------------------- |
| Hit van het jaar        | Stromae Daan Tom Dice Amatorski                                                  | Alors on danse Icon Me and my guitar Come home                       | publiek via televoting |
| Beste solo man          | Tom Dice Stromae Daan Flip Kowlier                                               |                                                                      | publiek                |
| Beste solo vrouw        | Trixie Whitley Natalia Selah Sue Annagrace                                       |                                                                      | publiek                |
| Beste groep             | K's Choice The Van Jets Balthazar Triggerfinger                                  |                                                                      | publiek                |
| Beste videoclip         | Stromae Zornik Marble Sounds Admiral Freebee                                     | Alors on danse The enemy Sky high Look at what love has done         | publiek                |
| Beste pop(artiest)      | Tom Dice Stromae Broken Glass Heroes Ozark Henry                                 |                                                                      | publiek                |
| Beste Nederlandstalig   | Flip Kowlier Andes Bart Peeters Buurman                                          |                                                                      | publiek                |
| Beste dance/elektronica | Stromae Netsky Goose Regi                                                        |                                                                      | publiek                |
| Beste rock/alternative  | The Van Jets The Black Box Revelation Admiral Freebee Triggerfinger              |                                                                      | publiek                |
| Beste populaire artiest | Will Tura Christoff Udo Laura Lynn                                               |                                                                      | publiek                |
| Beste kidspop           | K3 Mega Mindy Kapitein Winokio Laura                                             |                                                                      | publiek                |
| Beste live-act          | Bart Peeters Milk Inc. The Black Box Revelation Triggerfinger                    |                                                                      | publiek                |
| Beste album             | Balthazar Ozark Henry Admiral Freebee Bart Peeters                               | Applause Hvelreki The honey & the knife De ideale man                | muziekindustrie        |
| Beste doorbraak         | Amatorski Stromae Tom Dice Balthazar                                             |                                                                      | muziekindustrie        |
| Beste auteur/componist  | Piet Goddaer (Ozark Henry) Jef Neve Bart Peeters Tom Van Laere (Admiral Freebee) |                                                                      | muziekindustrie        |
| Beste muzikant          | Jef Neve Ruben Block (Triggerfinger) Mario Goossens (Triggerfinger) Flip Kowlier |                                                                      | muziekindustrie        |
| Beste artwork           | Goose DAAU Amatorski BRZZVLL                                                     | Synrise The shepherd's dream Same stars we shared Happy life creator | muziekindustrie        |

## Meeste nominaties & awards

### Nominaties
| Aantal Nominaties | Artiest              |
| ----------------- | -------------------- |
| 6                 | Stromae              |
| 5                 | Triggerfinger        |
| 4                 | Admiral Freebee      |
| 4                 | Bart Peeters         |
| 4                 | Tom Dice             |
| 3                 | Flip Kowlier         |
| 3                 | Amatorski            |
| 3                 | Balthazar            |
| 3                 | Ozark Henry          |
| 2                 | Goose                |
| 2                 | Daan                 |
| 2                 | Jef Neve             |
| 2                 | Black Box Revelation |
| 2                 | The Van Jets         |

### Awards
| Aantal awards | Artiest                  |
| ------------- | ------------------------ |
| 2             | Triggerfinger            |
| 2             | Stromae                  |
| 2             | The Black Box Revelation |
| 2             | Goose                    |